# Nackt (1993)
Nackt ist ein Spielfilm aus Großbritannien von Regisseur Mike Leigh aus dem Jahr 1993.

## Inhalt
Mike Leighs „Nackt“ erzählt die Geschichte von Johnny, der als abgebrannter, ruheloser junger Typ ohne Geld und Job eine Bleibe bei seiner Exfreundin Louise sucht. Um Louise zu kränken, beginnt er ein Verhältnis mit Sophie, die bei Louise wohnt. Doch weder Louise noch Sophie halten Johnny ab, in der Stadt umherzustreunen. Dort trifft er auf verschiedene Charaktere, mit denen er diskutiert und denen er seine Lebensweisheit aufzwingen will. Wie das Schicksal es will, erlebt Johnny zwar glückliche Momente, doch verfolgt ihn eher das Pech; er wird zusammengeschlagen und ständig abgewiesen. Das veranlasst Johnny, wieder zu Louise und Sophie zurückzukehren.
Eingebettet in die Geschichte von Johnny, der arm ist und sich am sozialen Abgrund befindet, taucht in dem Film die Figur des reichen, karrierebesessenen, politisch unkorrekten Jeremy G. Smart auf, der keineswegs „smart“ ist; er gibt sich als Vermieter aus und vergewaltigt Sophie. Dieser extrem widerwärtige Charakter steht im Kontrast zu Johnnys Geschichte.

## Wirkung
David Thewlis als Johnny wurde bei den Internationalen Filmfestspielen von Cannes 1993 für seine schauspielerische Leistung ausgezeichnet. In seiner Rolle widerfährt ihm eher Pech als Glück. Die Sprache, die Johnny verwendet, ist geprägt von Sarkasmus und von einem überschätzten Selbstbewusstsein. Oft sind in seinen Erklärungen über die Sicht der Dinge ein „Kannst du mir folgen?“ eingeflochten. Eine Phrase, die zeigt, dass Johnny mehr besserwisserisch ist, als wirkliches Wissen zu besitzen. Der Film besticht eher durch die Stimmung, die er vermittelt, als durch Inhalte. Die Stimmung wird gehalten durch die Musik, die den Film konsequent durchzieht; sowie durch ein Maß an Dramatik und Melancholie vermischt mit Aussichtslosigkeit, dargestellt an Johnnys Situation. So ist auch der Titel zu verstehen. „Nackt“ als dem schutzlosen Ausgeliefertsein in einer gefühlskalten, menschenfeindlich gewordenen Umgebung. Nur so kann man Johnny’s Verhalten begreifen, als eine Reaktion auf eine gefühlskalte, feindliche Welt, und nackt ist es aussichtslos draußen zu überleben. So scheitert Johnny in seinem Bestreben, in einer feindlichen Umgebung, in der jeder Mensch wie in einem Kokon nur den Blick auf sich und seine egoistischen Bedürfnisse hat, Fuß zu fassen und Kontakt aufzunehmen. Auf diese Weise kommt eine nihilistische Sichtweise auf die Dinge des Lebens zutage, die aber im Wechselspiel mit zwischenmenschlichen Beziehungen wieder Hoffnung und Vertrauen schafft. Mike Leighs „Nackt“ will soziale Missstände aufzeigen und kritisiert im Allgemeinen soziale Unterschiede. Am Beispiel Johnny zeigt der Film, dass jemand aus der Unterschicht existentielle Not leidet, während ein Jeremy G. Smart solche Probleme wie Johnny zum einen nicht hat, sie ihn nicht interessieren und er zum anderen solche Menschen verachtet.

## Kritiken
Thomas Koebner (Hrsg.): Filmregisseure, Eintrag: Mike Leigh, S. 406, erschienen bei Reclam: „[…] eine qualvolle Studie über Einsamkeit: die Geschichte vom arbeitslosen, sozial isolierten und frauenfeindlichen Johnny und der Beziehung, die er mit der drogenabhängigen Sophie unterhält. Sie entbehren einer Familie, freundschaftlicher Kontakte, eines Heims. Die erbarmungswürdige Beziehung, die sich zwischen den beiden entspannt, ist fast zu schmerzlich, um sie mitanzusehen. Der Film wurde größtenteils bei Nacht gedreht, seine bläulich-grauen, kontrastreichen Bilder lassen die Dinge noch trostloser aussehen, als sie es in der Realität schon sind.“
Kritik in der 3sat-Filmreihe im Januar 2008 zum Werk Mike Leighs: „Mit schillerndem Wortwitz und rabenschwarzen Pointen zeichnet Regisseur Mike Leigh in seinem Film ein ebenso düsteres wie boshaft-witziges Sittenbild der Post-Thatcher-Ära.“
„Ich habe mich der Aufgabe verschrieben, außergewöhnliche Filme über das gewöhnliche Leben zu machen“. (Mike Leigh)

## Auszeichnungen
- Internationale Filmfestspiele von Cannes 1993: Bester Darsteller (David Thewlis) und Bester Regisseur (Mike Leigh).